# Follonica Hockey
L'Associazione Polisportiva Follonica Hockey, o Follonica Hockey, és una entitat esportiva de Follonica (Itàlia), fundada el 1952 i dedicada a la pràctica de l'hoquei patins.

## Història
El club fou creat l'any 1952, aconseguint arribar a la màxima categoria de l'hoquei sobre patins italià l'any 1962. L'any 1977 aconsegueix el seu primer títol oficial al guanyar la Copa d'Itàlia davant el AFP Giovinazzo a la final. La temporada 1981-82 guanyaria la seva segona Copa de nou amb el Giovinazzo com a rival a la final. D'aquest període destaca també la Copa de la Lliga guanyada al 1985.
La dècada del 2000 serà la seva època daurada. En aquest període esdevé el club de referència a Itàlia i guanya 4 Lligues italianes de forma consecutiva del 2005 al 2008 i 6 Copes italianes consecutives entre 2005 i 2010. Cal afegir-hi, a més, tres Supercopes italianes els anys 2005, 2006 i 2008.
En aquesta època daurada, també aconsegueix el privilegi de ser el primer club italià en aconseguir la Copa CERS i també la Copa d'Europa. La Copa de la CERS la guanya l'any 2005 enfront el Bassano Hockey 54 i la màxima competició europea al 2006 en una final a quatre en format de lligueta en la que hi prengueren part el FC Porto, el Noia i el Reus Deportiu. També guanyaria la Copa Intercontinental del 2007 davant el Concepción d'Argentina.
Desprès d'aquests anys daurats, el club ha guanyat dos copes italianes més, els anys 2010 i 2018. També ha aconseguit arribar en dues ocasions a la final de la Copa de la CERS, l'any 2022 on cau derrotat pel CP Calafell i al 2024 on cau derrotat pel Igualada HC. L'any 2005 arriba a la final a quatre de la tercera competició continental, la WSE Trophy, acollint aquesta fase final a Follonica, però cau a les semifinals enfront al PAS Alcoi.

## Palmarès
- 1 Copa Intercontinental (2007)
- 1 Copa d'Europa (2005-06)
- 1 Copa de la CERS (2004-05)
- 4 Lligues italianes (2004-05, 2005-06, 2006-07, 2007-08)
- 9 Copa italiana (1977, 1982, 2005, 2006, 2007, 2008, 2009, 2010, 2018)
- 3 Supercopes italianes (2004-05, 2005-06, 2007-08)
- 1 Copa de la Lliga (1985)